# Salon international du livre océanien
Pour les articles homonymes, voir Salon du livre et Silo.
Le Salon international du livre océanien (SILO) est un salon consacré à la littérature océanienne qui se déroule en Nouvelle-Calédonie, soit à Poindimié sur la côte Est de la Grande Terre en Province Nord, soit à Nouméa sur la côte Ouest de la Grande Terre en Province Sud, depuis 2003.
Le salon se déroule initialement tous les deux ans puis tous les ans depuis 2013, généralement en octobre mais également en août ou en novembre pour certaines éditions. Il est consacré à la littérature d'Océanie comprenant les livres des auteurs océaniens (nés ou vivants dans un pays ou territoire d'Océanie), les ouvrages s'inspirant des espaces ou cultures océaniennes, tout en s'ouvrant à des auteurs, éditeurs, traducteurs et universitaires invités internationaux, notamment de France métropolitaine. Outre la promotion de la production et de la vie littéraire néo-calédonienne et plus largement francophone dans une Océanie majoritairement anglophone, il vise également à établir des réseaux entre auteurs, éditeurs et traducteurs à une échelle régionale voire internationale. Il est organisé depuis 2003 par la Bibliothèque Bernheim, par délégation du gouvernement de la Nouvelle-Calédonie. Outre des conférences, des débats, des tables rondes, des lectures, des séances de dédicace, des manifestations artistiques et cérémonies coutumières, le SILO organise la remise de prix littéraires.

## Création
C'est à l'occasion du Salon du livre insulaire d'Ouessant en août 2002, lors duquel la Nouvelle-Calédonie est l'invitée d'honneur, que les écrivains néo-calédoniens présents sur place développent l'idée d'organiser une manifestation similaire dans leur archipel afin d'aider à la promotion de l'écriture, de la lecture et de l'édition. Une des participantes à cette délégation, l'écrivain kanak Déwé Gorodey, est par ailleurs membre du gouvernement de la Nouvelle-Calédonie chargée, entre autres, de la culture. Elle relaie ainsi sur le plan politique ce projet. 
Il est choisi d'organiser cette nouvelle manifestation à Poindimié, dans un souci de rééquilibrage par rapport à la Province Sud et de la côte Ouest, plus peuplées, plus riches et mieux dotées en termes d'équipements culturels que la Province Nord et la côte Est. De plus, selon les organisateurs, il était nécessaire de proposer « une première décentralisée qui se démarque radicalement de la plupart des autres salons : le salon du Livre est un espace de rencontres et d’échanges avant d’être une opération commerciale ». De plus, cet événement doit initialement coïncider avec l'inauguration des locaux de la Médiathèque provinciale du Nord à Poindimié afin d'aider au lancement de cette nouvelle structure en lui donnant une dimension internationale, mais des retards dans les travaux obligent à repousser cette inauguration après le Salon. 
La première édition se tient ainsi à la salle omnisports de Poindimié du 17 au 19 octobre 2003. Médias, organisateurs, invités et visiteurs s'accordent, au lendemain de la clôture de ce premier SILO, pour y voir un succès, et la manifestation devient régulière sous la forme d'une biennale à Poindimié (délocalisé pour une seule fois à Hienghène en 2007) jusqu'en 2013, puis d'une manifestation annuelle en alternance entre Nouméa et Poindimié par la suite. 
À partir de l'édition 2018 Nouméa, au centre culturel Tjibaou du 7 au 9 septembre 2018, c'est la Maison du Livre de la Nouvelle-Calédonie (structure régionale pour le livre et membre de la FILL) qui est chargée de l'organisation. Un comité organisateur est formé, composé de représentants des écrivains, des éditeurs, des libraires et des acteurs culturels volontaires associés à l'organisation. 

## Liste des éditions
1. 17-19 octobre 2003 : Ensemble sportif de Tiéti (Poindimié) - Exemple d'invité hors Océanie : Didier Daeninckx (France métropolitaine).
2. 28-31 octobre 2005 : Médiathèque du Nord (Poindimié), premières remises de prix littéraires - Exemple d'invité hors Océanie : Pierrette Fleutiaux (Prix Femina 1990, France métropolitaine).
3. 30 octobre-4 novembre 2007 (autour de la thématique des « Hautes voix ») : Salle omnisports et Centre culturel Goa ma Bwarhat (Hienghène) - Exemples d'invités hors Océanie : J. M. Coetzee (Prix Nobel de littérature 2003, Afrique du Sud), Hassane Kassi Kouyaté (Burkina Faso).
4. 2-7 septembre 2009 : Ensemble sportif de Tiéti et Hôtel Tiéti Tera (Poindimié) - Exemples d'invités hors Océanie : James Noël (Haïti), Madeleine Monette (Québec), Alban Bensa (France métropolitaine), Bruno Doucey (France métropolitaine), Fred Duval (France métropolitaine), Jean-Hugues Oppel (France métropolitaine)[5].
5. 5-6 novembre 2011 (« Plages de lecture ») : Hôtel Le Surf de l'Anse Vata (Nouméa) - 9 au 13 novembre 2013 : Ensemble sportif de Tiéti et Hôtel Tiéti Tera (Poindimié) - Exemples d'invités hors Océanie : Fariba Hachtroudi (Iran et France métropolitaine), Ingrid Astier (France métropolitaine), Bruno Doucey et Murielle Szac (France métropolitaine), Alban Bensa (France métropolitaine), Marc de Gouvenain (France métropolitaine)[6].
6. 8-11 août 2013 (« spécial Japon ») :  Ensemble sportif de Tiéti et Hôtel Tiéti Tera (Poindimié) - Exemples d'invités hors Océanie : Keiichirō Hirano (Prix Akutagawa 1999, Japon), Ryōko Sekiguchi (Japon), Benjamin Lacombe et Sébastien Perez (France métropolitaine), David Fauquemberg (France métropolitaine), Tristan Savin (France métropolitaine)[7].
7. 9-12 octobre 2014 (« On veut du livre ! ») : Jardins de l'Hôtel La Promenade de l'Anse Vata (Nouméa) - Exemples d'invités hors Océanie : Pascal Dessaint (France métropolitaine)[8].
8. 1er-4 octobre 2015 (« Dessin de presse et spectacle vivant ») : Ensemble sportif de Tiéti (Poindimié) - Exemples d'invités hors Océanie : Alban Bensa (France métropolitaine), Lionel Duroy (Prix Renaudot des lycéens 2012, Prix Joseph-Kessel 2013, France métropolitaine)[9].
9. 5-9 octobre 2016 : Centre culturel Tjibaou (Nouméa) - Exemples d'invités hors Océanie : Bastien Lallemant (France métropolitaine), Frédéric Pillot (France métropolitaine)[10].
10. 28 septembre-1er octobre 2017 : Ensemble sportif de Tiéti (Poindimié) - Exemples d'invités hors Océanie : Bastien Lallemant (France métropolitaine)[11].
11. 7-9 septembre 2018 : Centre culturel Tjibaou (Nouméa) - Exemples d'invités d'Océanie : Witi Ihimaera (Nouvelle-Zélande), Chantal Spitz (Polynésie française)[12].
12. 25-29 septembre et 1er-5 octobre 2019 : Édition itinérante (médiathèque du complexe culturel provincial du Nord et établissements scolaires de Koné du 25 au 27 septembre, médiathèque provinciale de Poindimié du 27 au 29 septembre, médiathèque Lôhna et établissements scolaires de Wé à Lifou du 1er au 2 octobre, hôtel Nouvata de l'Anse Vata à Nouméa du 3 au 5 octobre) - Exemples d'invités hors Océanie : Alice Zeniter (France métropolitaine), François Reynaert (France métropolitaine) - Exemple d'invité d'Océanie : Anna Funder (Australie)[13].
13. 6-11 octobre 2020 (« Soyons Nature ! ») : Centre culturel Tjibaou (Nouméa) - Exemples d'invités hors Océanie : Isabelle Autissier (France métropolitaine), Alice Zeniter (France métropolitaine) - Exemple d'invité d'Océanie : Tim Flannery (Australie)[14].

## Prix littéraires
Depuis 2005, à un rythme resté biennal jusqu'en 2015 puis annuel, le SILO est l'occasion de la remise des Prix Popaï du gouvernement de la Nouvelle-Calédonie. C'est durant son déroulement également qu'est remis, tous les deux ans depuis 2005, le prix Vi Nimö des lycéens de l'enseignement privé pour des ouvrages parus durant les deux années précédant le salon. Depuis 2009, le prix « Écrire en Océanie » de l'association néo-calédonienne du même nom pour la promotion de l'écriture et de la littérature du Pacifique, est également remis ou présenté lors du SILO. Enfin, lancé lors du SILO de 2005, le Prix Michel-Lagneau récompense un auteur pour son premier roman en lui permettant d'être publié. Le lauréat et son œuvre primée sont présentés au public lors du SILO.

### PrixPopaï
Popaï signifie en paicî, langue kanak parlée dans la région de Poindimié, « parole » et de là « histoire ». Il a été initialement réparti en six catégories, en fonction des genres (fictions jeunesses ou adultes, documentaires scientifiques ou artistiques) et des catégories d'âge des auteurs pour les ouvrages de fictions adultes (moins ou plus de 35 ans), avec de plus un prix pour un auteur non-calédonien invité. Ce nombre a été réduit dès 2007 à quatre catégories en supprimant le prix pour les auteurs invités ainsi que la distinction d'âge pour les auteurs de fictions adultes, à deux en 2011 (fictions jeunesses et adultes) ainsi que de 2015 à 2018 (documentaire et fiction ou littérature du Pacifique, puis littérature et jeunesse en 2017) et un en 2013, avant de revenir à quatre depuis 2019 (littérature, jeunesse, documentaire et un nouveau prix spécial du jury). 
- 29 octobre 2005 : jury présidé par Déwé Gorodey, écrivain (sous l'orthographe de Déwé Gorodé), vice-présidente du gouvernement de la Nouvelle-Calédonie, chargée du secteur de la Culture, de la Condition féminine et de la Citoyenneté, militante indépendantiste du Front de libération nationale kanak et socialiste (FLNKS) et du Parti de libération kanak (Palika). Les lauréats par catégorie ont été[16] : 
  - Ouvrage de fiction (poésie, roman, nouvelle), auteurs locaux de moins de 35 ans : L’Enfant kaori de Jocelyne Maléta Houmbouy et Isabelle Goulou ;
  - Ouvrage de fiction jeunesse, auteurs locaux : Balthazar est en pétard de Firmin Mussard ;
  - Ouvrage de fiction, auteurs locaux de plus de 35 ans : La Lumière du monde de Frédéric Ohlen ;
  - Ouvrage documentaire scientifique, auteurs locaux : Kibo, le serment gravé : essai de synthèse sur les pétroglyphes calédoniens de Christophe Sand et Jean Monnin ;
  - Ouvrage documentaire de type artistique ou vie pratique : Art vivant d'Hélène Ibanez Bueno ;
  - Ouvrage de fiction, auteurs invités : Graine de France de Geoff Cush (Nouvelle-Zélande).
- 3 novembre 2007 : 
  - Fiction adultes : L'Épave de Déwé Gorodé ;
  - Fiction jeunesse : Toutoute, berceuses, comptines et jeux de doigts de l'Association Lire en Calédonie ;
  - Livre documentaire scientifique : Ce Souffle venu des ancêtres, l’œuvre politique de Jean-Marie Tjibaou de Hamid Mokaddem ;
  - Livre artistique ou vie pratique : Promenade dans les jardins de Nouméa de Véronique Menet.
- 5 septembre 2009 :
  - Fiction adultes : Nomade's Land de Roland Rossero ;
  - Fiction jeunesse : Le Petit Marcel illustré de Bernard Berger ;
  - Livre documentaire scientifique : Parcours archéologique, deux décennies de recherches du département Archéologie de Nouvelle-Calédonie (1991 - 2007) de Christophe Sand, Jacques Bolé, André Ouetcho et David Baret ;
  - Livre artistique ou vie pratique : L’Accord musical : histoire des musiques en Nouvelle-Calédonie de Véronique Defrance.
- 12 novembre 2011 : 
  - Fiction adultes : Les Heures italiques de Nicolas Kurtovitch ;
  - Fiction jeunesse : La Petite tresseuse kanak de Yannick Prigent et Caroline Palayer.
- 10 août 2013 : 
  - Mille et une plantes en Nouvelle-Calédonie de Bernard Suprin.
- 7 octobre 2015 :
  - Documentaire : Les sanglots de l’aigle pêcheur. Nouvelle-Calédonie : la guerre kanak de 1917 d'Alban Bensa, Kacué Yvon Goromoedo et Adrian Muckle.
  - Fiction : Quintet de Frédéric Ohlen.
- 8 octobre 2016 :
  - Documentaire : Flore ornementale de Nouvelle-Calédonie de Gildas Gâteblé.
  - Littérature du Pacifique : Chantal Spitz pour l'ensemble de son œuvre.
- 30 septembre 2017 :
  - Littérature : Pastorale calédonienne, suivi de Monologue pour Richard d'Ismet Kurtovitch.
  - Littérature jeunesse : illustrations de Tiko et Poapi par Dominique Berton.
- 9 septembre 2018 :
  - Fiction-littérature du Pacifique : Fin mal barrés ! de Jenny Briffa.
  - Documentaire : Calédoniens, lignes de vie d'un peuple de Catherine C. Laurent.
- 28 septembre 2019 : 
  - Jeunesse : Conte Malpoli – la princesse au petit prout de Frédérique Viole et Isabelle Ritzenthaler.
  - Littérature : Le Pays du Non-Dit de Louis-José Barbançon (réédition).
  - Documentaire : Cuisine couleurs locales de David Cano et Alejandra Rinck-Ramirez.
  - Prix spécial du jury : Presses universitaires de la Nouvelle-Calédonie.
- 11 octobre 2020 :
  - Jeunesse : Mon Amoureuse d'Akel Waya.
  - Littérature : Caledonia Blues de Claudine Jacques.
  - Documentaire : Le Cheval en Nouvelle-Calédonie de Claude Beaudemoulin et Nicolas Petit.
  - Prix spécial du jury : Le Mémorial du bagne calédonien de Louis-José Barbançon.

### PrixVi Nimö
Vi Nimö signifie « Récit de formation » en langue ajië. Il est décerné initialement par des élèves de seconde de lycées privés, catholiques ou protestants, puis ouverts à des lycéens du public à partir de 2007 puis à des collégiens à partir de 2019, et remis tous les deux ans lors d'un SILO à Poindimié, portant sur un certain nombre d'œuvres contemporaines calédoniennes en compétition.
- 29 octobre 2005 : jury composé d'élèves du lycée protestant Do Kamo de Nouméa et des lycées catholiques Blaise Pascal de Nouméa et Apollinaire-Anova de Païta[16] : 
  - L'Agenda (recueil de nouvelles) de Déwé Gorodé.
- 3 novembre 2007 : jury composé d'élèves du lycée protestant Do Kamo de Nouméa, du lycée catholique Blaise-Pascal de Nouméa et des lycées publics de Pouembout (agricole et général) et Antoine-Kela de Poindimié[18] :
  - Emma de Ducos, fille de déporté (roman) de Catherine Régent.
- 5 septembre 2009 : jury composé d'élèves du lycée protestant Do Kamo de Nouméa, des lycées catholiques Blaise-Pascal de Nouméa et Apollinaire-Anova de Païta et publics du Grand Nouméa (Dumbéa) et professionnel, commercial et hôtelier Escoffier de Nouméa :
  - Okorenetit, Où est le droit ? (pièce de théâtre) de Pierre Gope.
- 12 novembre 2011 : jury composé d'élèves du lycée protestant Do Kamo de Nouméa, des lycées catholiques Blaise-Pascal de Nouméa et Apollinaire-Anova de Païta et publics du Grand Nouméa (Dumbéa) et agricole et générale de Pouembout :
  - Les arbres et les rochers se partagent la montagne (recueil de poèmes) de Nicolas Kurtovitch.
- 10 août 2013 : jury composé d'élèves du lycée protestant Do Kamo de Nouméa, des lycées catholiques Blaise-Pascal de Nouméa et Apollinaire-Anova de Païta et publics du Grand Nouméa (Dumbéa), Jules-Garnier de Nouméa, professionnel, commercial et hôtelier Escoffier de Nouméa et agricole et générale de Pouembout :
  - Le diable s’est bien amusé (récit autobiographique) de Francia Tissot.
- 10 septembre 2015 : jury composé d'élèves des lycées protestants Do Kamo de Nouméa et Do Neva de Houaïlou, des lycées catholiques Blaise-Pascal de Nouméa et Apollinaire-Anova de Païta et publics du Grand Nouméa (Dumbéa), Jules-Garnier de Nouméa, professionnel, commercial et hôtelier Escoffier de Nouméa, agricole et générale de Pouembout et polyvalent des îles Loyauté Williama-Haudra à Lifou :
  - Je suis née morte de Nathalie Heirani Salmon-Hudry.
- 30 septembre 2017 : jury composé d'élèves des lycées protestants Do Kamo de Nouméa et Do Neva de Houaïlou, des lycées catholiques Blaise-Pascal de Nouméa et Apollinaire-Anova de Païta et publics du Grand Nouméa (Dumbéa), Jules-Garnier de Nouméa, professionnel, commercial et hôtelier Escoffier de Nouméa, agricole et générale de Pouembout et polyvalent des îles Loyauté Williama-Haudra à Lifou :
  - L'Hom Wazo de Dora Wadrawane.
- 28 septembre 2019 : jury composé d'élèves du lycée protestant Do Kamo de Nouméa, des lycées catholiques Blaise-Pascal de Nouméa et Apollinaire-Anova de Païta et des lycées polyvalents publics des îles Loyauté Williama-Haudra de Lifou, du Mont-Dore et Michel-Rocard de Pouembout, et pour la première fois des collèges privés catholiques Sainte-Marie de Païta, Jean-Baptiste-Vigouroux de Poindimié, de Hnathalo à Lifou et Saint-Dominique-Savio de La Foa, du collège privé protestant de Taremen à Maré et du collège public Jean-Mariotti de Nouméa, pour une sélection uniquement composée de pièces de théâtre :
  - Fin mal barrés ! de Jenny Briffa.

### Prix «Écrire en Océanie»
Le Prix « Écrire en Océanie », ou « Écrire en Océanie et Maison du livre de la Nouvelle Calédonie » en 2011, vient récompenser des nouvelles produites spécialement pour un concours littéraire, avec une thématique particulière, tous les deux ans jusqu'en 2015, puis tous les ans. À partir de 2018, ce prix n'est plus délivré dans le cadre du SILO.
- 5 septembre 2009 : « Écrire son histoire » : 
  - Premier prix : Waeleco ! Pardon mon amour de Léopold Hnacipan ;
  - Deuxième prix : Bienvenue la vie, simplement la vie d'Alain Camus ;
  - Troisième prix : Histoire d'hier et de deux mains de Noëlla Poemate ;
  - Élèves de 4e du Collège public de Rivière-Salée à Nouméa : matricule 1052 de Lan Dei.
- 12 novembre 2011 : « Écrire les vies d'ici » : 
  - Prix « Écrire en Océanie et Maison du livre de Nouvelle-Calédonie » : J'ai tout plié de Frédérique Viole.
  - Grand Prix de la Médiathèque Ouest : Le Lézard Jurufi de Jerry Delathière ;
  - Prix des Lecteurs (Bibliothécaires du Nord) : Jajinyi de Waej Genin ;
  - Prix « Épisodes Nouvelle-Calédonie » : Che si asciuga le castagne ora ? de Joël Paul.
- 10 août 2013 : « Célébrer un paysage » :
  - Prix « Écrire en Océanie » : Pays sage de Cyrile Pigeau.
- 20 juillet 2015 : « 2034 »[19] :
  - Prix « Écrire en Océanie » : 2034 République NicQel de David Gouraud-Maury ;
  - Prix de la Médiathèque Ouest : Jonas 2034 de Jemma Lys (pseudonyme) ;
  - Prix des Lecteurs (Bibliothécaires du Nord) : Génération sacrifiée de Mélissa Wahnapo.
- 10 septembre 2016 : « Écrire une nouvelle policière » :
  - Prix « Écrire en Océanie » : La mort écarlate de Cécile Raquin ;
  - Prix de la Médiathèque Ouest : Une chance de trop d'Arnould Guidat ;
  - Prix du jury : L’enquête impossible d'André Gouyneau ;
  - Prix des Lecteurs (Bibliothécaires du Nord) : Lendemain de soirée de Claire Bastian ;
  - Prix d'encouragement jeunesse : Fer de lance de Salomé Goutcha.
- 13 octobre 2017 : « Écrire une nouvelle policière » :
  - Prix « Écrire en Océanie » : Elle de Diego Jorquera.

### Prix Michel-Lagneau
Le nom de Michel Lagneau fait référence au fondateur d'une entreprise d'imprimerie de Nouméa, Artypo, qui parraine le prix. Le concours a été initié par l'Association pour le développement des arts et du mécénat industriel et commercial de Nouvelle-Calédonie (ADAMIC) dans le but d’encourager la création  littéraire calédonienne en récompensant un premier roman et présenté lors du SILO 2005. Le premier prix a été décerné en avril 2007 (le gagnant du concours ayant été sélectionné en novembre 2006) et présenté lors du SILO suivant en novembre 2007. Le jury est composé d'éditeurs (des éditions locales Madrépores, qui publient ensuite le roman lauréat), de journalistes (de Nouvelle-Calédonie 1re), des chercheurs ou représentants d'institutions culturelles (de la Bibliothèque Bernheim ou du SILO, du Centre culturel Tjibaou et de la Maison du livre de la Nouvelle-Calédonie) et de mécènes (de l'ADAMIC, des imprimeries Artypo et de la famille Lagneau). Aucun prix n'a été remis en 2011, ni en 2015 (décalé en 2016), ni en 2020 (le concours a été lancé en juillet 2020 pour un dépôt des candidatures jusqu'en avril 2021),.
- 24 avril 2007 : présentation lors du IIIe SILO à Hienghène : 
  - Le Poids des rêves de Samir Bouhadjadj.
- 14 avril 2009 : présentation lors du IVe SILO à Poindimié :
  - L’Hom Wazo de Dora Wadrawane.
- 20 juillet 2013 : présentation lors du VIe SILO à Poindimié :
  - Chroniques de la mauvaise herbe de Vincent Vuibert.
- 9 octobre 2016 : présentation lors du IXe SILO à Nouméa :
  - Sang mêlé de Patrick Zaoui.
- 9 septembre 2018 : présentation lors du XIe SILO à Nouméa :
  - Le Souffle des invisibles de Sylvain Derne.